# Гостилія Кварта
Гостилія Кварта (? — 180 до н. е.) — відома давньоримська матрона, дружина консула Гая Кальпурнія Пізона. Звинувачена та засуджена за отруєння чоловіка у 180 до н. е.

## Життєпис
Походила з роду нобілів Гостиліїв. Донька Авла Гостилія Манцина. У першому шлюбі була одружена з Гнеєм Фульвієм Флаком, претором 212 року до н. е., мала від нього сина. У другому шлюбі одружена з Гаєм Кальпурнієм Пізоном. Другий чоловік Госттлії переміг її сина від першого шлюбу на консульських виборах на 180 рік до н. е. Тоді Гостілія отруїла Пізона, щоб забезпечити обрання свого сина консулом-суффектом. Втім вона була викрита, засуджена та страчена.

## Родина
1. Чоловік — Гней Фульвій Флак, претор 212 до н. е.
Діти:
- Квінт Фульвій Флакк, консул-суфект 180 до н. е.
- Гней Фульвій, претор 190 року до н. е.

2. Чоловік — Гай Кальпурній Пізон, консул 180 до н. е.
Діти:
- Квінт Кальпурній Пізон, консул 135 до н. е.